# Thiene
Thiene é uma comuna italiana da região do Vêneto, província de Vicenza, com cerca de 19.781 habitantes. Estende-se por uma área de 19 km², tendo uma densidade populacional de 1041 hab/km². Faz fronteira com Malo, Marano Vicentino, Sarcedo, Villaverla, Zanè, Zugliano.
2007: "Il Centro Europeo per i Mestieri del Patrimonio"[ligação inativa]

## Demografia
| Variação demográfica do município entre 1861 e 2011                               |
|                                                                                   |
| Fonte: Istituto Nazionale di Statistica (ISTAT) - Elaboração gráfica da Wikipedia |

## Cidades-Irmãs
- São Caetano do Sul, Brasil [4]
- Apt, França
- Mali Lošinj, Croácia